# Racosperma papyrocarpum
Racosperma papyrocarpum là một loài thực vật có hoa trong họ Đậu. Loài này được (Benth.) Pedley mô tả khoa học đầu tiên năm 2003.